# Consorzio intercomunale dei servizi e interventi sociali Valle del Tevere
Il Consorzio intercomunale dei servizi e interventi sociali Valle del Tevere è un consorzio di comuni del Lazio, nella Città metropolitana di Roma Capitale, formato dai comuni di Campagnano di Roma, Capena, Castelnuovo di Porto, Civitella San Paolo, Fiano Romano, Filacciano, Formello, Magliano Romano, Mazzano Romano, Morlupo, Nazzano, Ponzano Romano, Riano, Rignano Flaminio, Sacrofano, Sant’Oreste e Torrita Tiberina.

## Storia
Il consorzio nasce il 1º giugno 2015 su iniziativa della Conferenza dei sindaci dell'area Tiberina/Flaminia/Cassia come superamento e miglioramento dell'accordo di programma, precedentemente stipulato in base alla "Legge quadro per la realizzazione del sistema integrato di interventi e servizi sociali", tra i 17 comuni appartenenti al distretto socio-sanitario 4 della ASL Roma 4 che, seguendo le indicazioni della Regione Lazio,  decisero di dar vita ad una forma più stabile di cooperazione come quella del consorzio di servizi.
La sede del consorzio è a Formello mentre la sua durata è stabilita fino al 31 dicembre 2120.
Il primo presidente è stato il Sindaco di Formello Sergio Celestino.

## Funzioni
Il consorzio è un ente pubblico strumentale dei comuni consorziati, mezzo giuridico per la gestione del sistema integrato di welfare locale, dotato di autonomia statutaria, operativa e gestionale.
Ad esso i singoli comuni trasferiscono specifiche funzioni in materia socio-assistenziale e di prevenzione del disagio.
Il compito del consorzio è quindi quello di gestire a livello sovracomunale i servizi alla persona affidati, per assicurare da un lato servizi omogenei ai cittadini sull'intero territorio del consorzio e dall'altro maggiore efficacia, efficienza ed economicità degli interventi.
Il consorzio eroga i propri servizi in sinergia ed in coordinamento con gli uffici preposti dei singoli comuni e le strutture dell'Azienda Sanitaria Locale.

## I comuni
Il consorzio è composto dai 17 comuni appartenenti al distretto socio-sanitario 4 della ASL Roma 4, nel quadrante nord orientale del territorio della Città Metropolitana di Roma Capitale, per una superficie complessiva di 458,45 km2 e una popolazione residente al 1º gennaio 2022 di 109.488 abitanti.
Ogni comune detiene una quota del consorzio proporzionale alla sua dimensione demografica, aggiornata annualmente con apposita delibera assembleare, che determina sia il peso nelle votazioni all'interno dell'Assemblea che il riparto della copertura dei costi del consorzio che, per l'anno 2022, sono stati 3 117 651 €.
|                  | Comune               | Quote consortili |
| ---------------- | -------------------- | ---------------- |
|                  | Campagnano di Roma   | 100              |
|                  | Capena               | 96               |
|                  | Castelnuovo di Porto | 78               |
|                  | Civitella San Paolo  | 17               |
|                  | Fiano Romano         | 147              |
|                  | Filacciano           | 4                |
|                  | Formello             | 123              |
|                  | Magliano Romano      | 13               |
|                  | Mazzano Romano       | 27               |
|                  | Morlupo              | 77               |
|                  | Nazzano              | 12               |
|                  | Ponzano Romano       | 11               |
|                  | Riano                | 94               |
|                  | Rignano Flaminio     | 90               |
|                  | Sacrofano            | 69               |
|                  | Sant'Oreste          | 32               |
|                  | Torrita Tiberina     | 10               |
| Totale consorzio | Totale consorzio     | 1000             |

Lo statuto prevede la possibilità per altri comuni di aderire al consorzio.

## Organi del Consorzio
Il consorzio ha organi di tipo politico, a cui spetta la definizione degli indirizzi di azione del consorzio, e di tipo tecnico, a cui è affidata l'effettiva gestione, il controllo e la rendicontazione delle attività consortili.

### Organi politici
- L'Assemblea Consortile è composta dai Sindaci dei comuni aderenti al consorzio.
- Il Consiglio di Amministrazione è composto da 7 membri scelti all'interno dell'Assemblea, che li elegge. Dal 8 luglio 2022 il CdA è composto dai sindaci dei comuni di Formello, Capena, Castelnuovo di Porto, Fiano Romano, Mazzano Romano, Rignano Flaminio e Torrita Tiberina[11].
- Il Presidente del Consiglio di Amministrazione è scelto, sempre dall'Assemblea, tra i membri del Consiglio di Amministrazione.

| Inizio mandato   | Fine mandato   | Presidente del CdA del Consorzio | Note                |
| ---------------- | -------------- | -------------------------------- | ------------------- |
| 10 novembre 2015 | 12 giugno 2017 | Sergio Celestino                 | Sindaco di Formello |
| 12 giugno 2017   | 8 luglio 2022  | Gian Filippo Santi               | Sindaco di Formello |
| 8 luglio 2022    | in carica      | Gian Filippo Santi               | Sindaco di Formello |

### Organi tecnici
- Il Direttore è il responsabile dell'attività amministrativa e gestionale del consorzio e viene nominato dal Consiglio di Amministrazione sulla base dei criteri decisi dall'Assemblea.
- L'Organo di Revisione è composto da un revisore, nominato dall'Assemblea, che si occupa della revisione economica-finanziaria del consorzio.

## Servizi
Al 2024 il consorzio eroga i seguenti servizi:
- Servizio di Segretariato Sociale: accoglienza, ascolto, prima valutazione, informazione e orientamento per l'attivazione delle più idonee forme di intervento;
- Servizio Sociale Professionale: garantisce la presa in carico, la valutazione dei bisogni e delle fragilità di tutti gli utenti assegnati dal Servizio di Segretariato Sociale;
- Punto Unico di Accesso (PUA): punto unico di accesso ai servizi erogati nell'ambito del distretto con interazione/collaborazione tra Consorzio e Azienda Sanitarie Locale;
- Assistenza Domiciliare Socio-Educativa: fornisce sostegno a minori e adulti, e alla rispettiva famiglia, in situazione di svantaggio sociale e/o problemi comportamentali o educativi;
- Assistenza Domicialiare Socio-Assistenziale: interventi e servizi a carattere sociale svolti presso il domicilio dell’utente, in condizioni di fragilità fisica e/o psichica con la finalità di migliorare la qualità della vita degli utenti e delle famiglie;
- Assistenza Domiciliare Integrata:  sistema integrato di intervento sull'utente e di supporto alla famiglia per favorire l'autonomia, la permanenza nel proprio domicilio e nel contesto familiare;
- Contributi Economici per l'Affidamento Familiare di Minori: erogazione di contributi per favorire l'istituto dell'affido familiare e tutelare i minori;
- Sostegno all'Inclusione Lavorativa per Disagiati Psichici: percorsi di inclusione sociale e lavorativa per utenti con disagio psichico;
- "Dopo di Noi": progetto per il sostegno e il supporto delle persone adulte con disabilità grave, prive di supporto familiare, per garantirne la maggior autonomia possibile;
- Assegni di Cura: erogazioni a sostegno di soggetti in condizioni di non auto sufficienza per l'assunzione diretta di assistenti familiari;
- Contributi di Cura: erogazione di contributi ai caregiver familiari di soggetti con disabilità gravissima;
- Progetti Vita Indipendente: erogazione di contributi per rimborso di servizi domiciliari per favorire la vita indipendente;
- Centro Diurno per Disabili: attivi 3 centri diurni socio riabilitativi (a Formello, Fiano Romano e Riano) per persone con disabilità;
- Integrazione Rette per Servizi Centri Spettro Autistico: erogazione rimborsi per prestazioni riabilitative per minori nello spettro autistico;
- Sportello di Sostegno a Donne Vittime di Violenza: attivi 3 centri antiviolenza (a Formello, Fiano Romano e Rignano Flaminio) per contrastare il fenomeno della violenza sulle donne.
- S.O.S. Azzardo: servizio di supporto e prevenzione contro il gioco di azzardo patologico[13].
- Supporto alle Famiglie nel primo anno di vita del bambino: servizio per sostenere le donne e le famiglie più fragili dalla gravidanza al primo anno di vita del bambino[14].
- Pronto Intervento Sociale (PIC): servizio di reperibilità extra time e nei festivi per dare risposte a bisogni immediati in situazione di emergenza sociale quando non sono operativi i servizi sociali del territorio[15].